# Quilichino da Spoleto
Quilichino da Spoleto (fl. 1236) è stato un giurista e letterato italiano in lingua latina, fiorito nella prima metà del Duecento, attivo presso la corte Hohenstaufen del Regno di Sicilia.
Non va confuso, come a volte avvenuto in passato, con il quasi omonimo Bichilino da Spello, anch'egli di origini umbre, ma autore dictaminale dei primissimi anni del Trecento.

## Biografia
Quasi nulla si sa della sua vita e la stessa grafia in lingua volgare del nome viene a volte riportata con incertezze.
Originario di una famiglia di Spoleto, come egli stesso ci informa, giudice alla corte di Federico II, Quilichino fu uno degli esponenti della latinità alla curia federiciana, un'espressione linguistica e letteraria che proprio in quella temperie culturale conobbe un vero e proprio trionfo, con autori come Pier della Vigna, Jacopo da Benevento, Orfino da Lodi e Riccardo da Venosa, l'autore della commedia elegiaca De Paulino et Polla: nelle loro mani, le missive sfornate dalla cancelleria imperiale si connotarono per una tale perfezione stilistica da divenire espressione del «tratto propagandistico forse più marcato dell'ideologia imperiale».
Quilichino è stato a volte confuso, in passato, per quasi omonimia, con il letterato Bichilino da Spello, di comuni origini umbre, la cui notorietà si deve, invece, a un trattato trecentesco di ars dictandi, il Pomerium rethorice del 1304.

### Opere

#### Alexandreis
Come esponente della letteratura mediolatina, fu autore, nel 1236, di un poema in distici elegiaci su Alessandro Magno, che fu rivisto l'anno successivo.
L'autore, nel prologo, dopo aver descritto le quattro età del mondo, si dichiara mosso dall'intento di espandere il riferimento che ad Alessandro fanno nei cosiddetti Libri dei Maccabei. Da un punto di vista ideologico, tuttavia, nonostante l'accento posto sul ruolo biblico, Quilichino non aderisce a sentimenti di condanna, da un punto di vista cristiano, nei confronti del sovrano e imperatore macedone, come avviene invece, ad esempio, nel Pantheon di Goffredo da Viterbo.
L'Alessandreide di Quilichino, che si inserisce in pieno nella fascinazione del filone medievale del Romanzo di Alessandro, conobbe una certa fortuna, tanto da meritarsi un adattamento tedesco alla fine del XIV secolo, il cosiddetto Wernigerode Alexander che, in sostanza, era  una traduzione piuttosto vicina all'originale con aggiunta di commenti del traduttore. È nota, inoltre, l'interpolazione di alcuni versi nel cosiddetto Darmstadt Alexander, oltre a una volgarizzazione in italiano, abbastanza fedele, da parte di Domenico Scolari, l'Istoria Alexandri regis, in ottava rima, conosciuta da un manoscritto realizzato a Treviglio e datato al 1355.

#### Rhythmusin onore di Federico II
Fu anche autore, intorno al 1235-40, di un rhythmus encomiastico in onore del sovrano svevo, andato perduto. All'inizio del Novecento, tuttavia, si è a volte creduto di poterlo identificare con i Preconia Federici di Terrisio d'Atina, tramandati da due testimoni, un manoscritto napoletano e uno palermitano, il primo dei quali contiene anche l'Alexandreis di Quilichino.
L'attribuzione a Quilichino del ritmo è generalmente non più accettata dalla critica del XX secolo.

### Edizioni
- Alexandreis
  - (a cura di Wolfgang Kirsch), Quilichinus De Spoleto, Historia Alexandri Magni, Skopje, 1971 (testo on line su ALIM – Archivio della latinità italiana del Medioevo)
- Adattamento in tedesco:
  - (a cura di Gustav Guth), Der Große Alexander, aus der Wernigeröder Handschrift, in Deutsche Texten des Mittelalters, XIII, Weidmann, Berlino, 1908
  - (a cura di Ernst Neuling), «Die Deutsche Bearbeitung Der Lateinischen Alexandreis Des Quilichinus de Spoleto», in Beiträge zur Geschichte der deutschen Sprache und Literatur, Vol. X, Karras, 1884 (pp. 318–383)
- Preconia Federici (spurio; ora generalmente attribuito a Terrisio d'Atina)
  - Preconia Frederici (c. 1235-40) Archiviato il 26 agosto 2007 in Internet Archive., on line su ALIM – Archivio della latinità italiana del Medioevo, tratto da
    - Tina Ferri, Appunti su Quilichino da Spoleto e le sue opere, «Studi medievali», 15 (1936), pp. 239–50 (edizione del testo basata su entrambi i manoscritti tradìti).
    - L'ultima edizione è in Fulvio Delle Donne, Il potere e la sua legittimazione: letteratura encomiastica in onore di Federico II di Svevia, Arce, Nuovi Segnali, 2005, pp. 134–137